# Ганна Арден
Ганна Марґарета Арден (швед. Hanna Margareta Ardéhn; 4 жовтня 1995) — шведська акторка театру, телебачення та кіно, яка здобула визнання за межами своєї країни після виходу мінісеріалу «Найбільше» від Netflix, в якому зіграла головну роль.

## Життєпис
Ганна Арден народилась і виросла в Окерсберзі. З шести років Ганна відвідувала маленьку театральну студію для дітей і продовжувала займатися театральним мистецтвом до 18 років.
З 2012 по 2015 роки навчалася у Täby Enskilda gymnasium, де опановувала програму «Суспільні науки» (швед. Samhällsvetenskap) за напрямом «Поведінкова наука» (швед. Beteendevetenskap). З 2015 року Ганна здобуває вищу освіту в Лінчепінзькому університеті за спеціальністю «Психіатричне лікування». Її навчання в університеті Лінчепінга триватиме до 2020 року.

## Кінокар'єра
Ганна захопилася кінематографом і акторською майстерністю ще в юному віці. Коли дівчині виповнилося дев'ять років, вона почала ходити на кастинги, щоб отримати ролі в дитячих серіалах. У 2008 році вона знялася у кількох випусках навчально-пізнавальної програми «Nio med J-O — svenska som andraspråk» від UR Skola [Архівовано 15 червня 2019 у Wayback Machine.], яка транслювалася на Barnkanalen. Також дівчина брала участь в озвучуванні анімованого короткометражного фільму «Lidingöligan», який вийшов у 2009 році і отримав кілька престижних нагород.

У 2010 році вона отримала свою першу роль у повнометражному фільмі «Один, два, три, чотири, сім». Зйомки в цьому фільмі лише посилили її захоплення акторською майстерністю, тож у наступні роки вона багато знімається, зокрема у таких серіалах, як «Подвійне життя», «30 градусів у лютому» та у фільмі «Острів війни». Однак широку популярність їй принесла роль Майї Норберг у шведському драматичному мінісеріалі «Найбільше» від компанії Netflix. Ханні випала можливість зіграти старшокласницю, яку звинувачують у масовій стрілянині в школі. Прем'єра серіалу відбулася 5 квітня 2019 року.

## Театральне життя
Спочатку Ганна грала в «Молодому театрі» (швед. Ung Teater) у місті Тебю. Після того як дівчина вступила до Лінчепінзького університету вона почала грати у місцевому театрі «Інферно» [Архівовано 1 жовтня 2020 у Wayback Machine.]. На початку 2016 року відбулась прем'єра вистави «Stoppa pressarna!», у якій Ганна Арден виконала одну із головних ролей.

## Фільмографія
| Рік       | Українська назва                                                                       | Оригінальна назва                                                   | Режисер                                                                         | Роль          | Виробництво, канал                                                        | Примітки                                       |
| --------- | -------------------------------------------------------------------------------------- | ------------------------------------------------------------------- | ------------------------------------------------------------------------------- | ------------- | ------------------------------------------------------------------------- | ---------------------------------------------- |
| 2008      | Дев'ять з J-O — шведська як друга мова [Архівовано 27 вересня 2016 у Wayback Machine.] | Nio med J-O — svenska som andraspråk                                | Не відомо                                                                       | Ганна Арден   | UR Skola [Архівовано 15 червня 2019 у Wayback Machine.], SVT, Barnkanalen | навчально-пізнавальний фільм                   |
| 2009      | Кому яке діло?                                                                         | Vem bryr sig?                                                       | Еміль Юнсвік [Архівовано 16 лютого 2017 у Wayback Machine.]                     | Ганна Арден   | Roxx Emotion                                                              | навчально-інформаційний короткометражний фільм |
| 2009      | Банда Лідинго                                                                          | Lidingöligan                                                        | Майя Ліндстрем                                                                  | Близнючка     | Garagefilm International                                                  | Анімований короткометражний фільм, озвучка     |
| 2010      | Один, два, три, чотири, сім                                                            | 7X — Lika barn leka bäst                                            | Еміль Юнсвік [Архівовано 16 лютого 2017 у Wayback Machine.]                     | Мартіна       | First Edition Pictures                                                    |                                                |
| 2010-2012 | Подвійне життя                                                                         | Dubbelliv                                                           | Санна Ленкен                                                                    | Аманда        | SVT                                                                       | молодіжний серіал, 24 епізоди                  |
| 2011      | Дитя асфальту                                                                          | Asfaltsbarn                                                         | Вікторія Сванелль [Архівовано 19 лютого 2017 у Wayback Machine.]                | Старша сестра | SVT                                                                       | короткий метр                                  |
| 2012-2016 | 30 градусів у лютому                                                                   | 30 grader i Februari                                                | Беата Горделлер, Emiliano Goessens                                              | Джой          | SVT                                                                       | серіал, 2 сезони, 20 епізодів                  |
| 2013      | Якби це був ти: Позика                                                                 | Om det var du: Lånet [Архівовано 19 лютого 2018 у Wayback Machine.] | Оріель Даніельсон [Архівовано 16 лютого 2017 у Wayback Machine.]                | Емс           | UR SKola, «Stockholms dramatiska högskola»                                | мінісеріал, 1 епізод                           |
| 2016      | Острів війни                                                                           | Krigarnas Ö                                                         | Еміль Юнсвік [Архівовано 16 лютого 2017 у Wayback Machine.]                     | Нікке         | First Edition Picture                                                     |                                                |
| 2017      | Подорож Фрейї                                                                          | Freya's Journey                                                     | Стіна Ротелін                                                                   | Богиня Фрейя  | Hammarstrom Agency                                                        | короткий метр, фантастика                      |
| 2019      | Найбільше                                                                              | Störst av allt /Quicksand                                           | Пер-Олаф Соренсен, Ліза Фарзанех [Архівовано 16 лютого 2017 у Wayback Machine.] | Майя Норберг  | Netflix / FLX                                                             | мінісеріал, 6 епізодів                         |

## Факти
- Батьки Ганни Арден розлучалися двічі. Вперше коли їй було всього 7 років, вдруге, коли їй виповнилося 14 років[18].
- ЇЇ батьки не є особливо творчими натурами. Мати — продавець-консультант, а батько працює в ІТ-сфері. Найбільш креативною в сім'ї, за словами Ганни, є її бабуся, яка має почуття моди і мистецтва[18].
- Має двох сестер — старшу і меншу[7].
- Улюблений фільм — «Мовчання ягнят». Після його перегляду Ганна всерйоз зацікавилася психологією[8][19].
- У 2012 році для шкільного фотопроєкту під час навчання в Täby Enskilda gymnasium Ганна перевтілилася в образ Алекса із кінофільму «Механічний апельсин»[20].
- Ганна написала оповідання «Mors Aurora» (укр. «Привіт, Аврора"), яке у 2015 році було опубліковано в шкільній газеті «TEGAZINE»[21].
- Під час зйомок у мінісеріалі «Найбільше» від Netflix Ганні вдавалося не пропускати занять у Лінчепінзькому університеті. Знання, здобуті в університеті, знадобились їй для того, щоб повноцінно вжитися в роль Майї Норберг[22].